# Bogártelke
Bogártelke (románul Băgara) falu Romániában Kolozs megyében (románul: Județul Cluj), közvetlenül a Nagyvárad (románul Oradea) – Kolozsvár (románul Cluj Napoca) vasútvonal mellett fekszik, a nádasdaróci megállóval szemben.

## Első említése
1299-ben Bogárteluke néven, 1397-ben Bogártelke, 1399-ben Bogárteluke, 1609-ben Bogártelke a neve.

## Története
Magyar lakossága a reformáció óta református. Gyülekezete az erdélyi református egyházkerület kalotaszegi egyházmegyéjéhez tartozik.
Temploma a katolikus korban épült, 1509-ben. A 18. században ezen a címen követelték és kapták is vissza a katolikusok egykori templomukat, melyet 1741-től 45 éven át használtak is, amíg II. József vissza nem ítélte a reformátusoknak.
A falu a trianoni békeszerződésig Kolozs vármegye Bánffyhunyadi járásához tartozott.
Az 1992-es népszámlálás 432 bogártelki lakost regisztrált, ebből román 31, magyar 401.
2002-ben a 402 lakosából 270 református, 84 adventista, 41 ortodox volt.
Bogártelkén a 2004-es évtől fellendült a helység látogatottsága. A Kolozsvár Kerekdombi Református Egyházközség, a Holland Nederlands Gereformeerde Kerk Heemstede testvérgyülekezet anyagi támogatásával 2004-ben, „FILEMON” néven gyülekezeti házat avatott fel Bogártelkén, ahol szállás, táborozási lehetőség, sportpálya áll a fiatalok rendelkezésére, ezzel is hozzájárulva a fiatalok vallásos neveléséhez. Az évente többször is megrendezett ifjúsági táborokban a fiatalok rendszeres lelki gondozásban és vallásos oktatásban részesülnek. Lehetőséget kapnak az angol nyelv szakszerű elsajátítására, valamint különböző sportágak gyakorlására, sőt különböző sportágakban bajnokságokat is rendeznek. A számos belföldi látogató mellett a külföldi testvérgyülekezetek is szívesen látott vendégek a gyülekezeti házban. Az idős gyülekezeti tagok is rendszeresen találnak alkalmat arra, hogy évente többször, autóbuszos kirándulások alkalmával ellátogassanak Bogártelkére és környékére.

## Látnivaló
A falu birtokosa, Bojár János által, Szent László tiszteletére1509-ben építtetett templom egykori gótikus stílusára csak a szentélye félköríves diadalíve emlékeztet. A 79 festett táblából álló mennyezet készítőjének neve és készítésének ideje nem maradt fenn, de a feltételezések szerint Umling Lőrinc és Simon György munkája 1794-ből.

## Népzene
- Pávai István (szerk.): Kalotaszegi népzene. A bogártelki Czilika-banda (dupla CD). Hagyományok Háza, Budapest, 2005